# A. W. F. Edwards
Anthony William Fairbank Edwards, FRS (nascido em 1935) é um estatístico, geneticista e biólogo evolucionista britânico. Ele é filho do cirurgião Harold C. Edwards e irmão do médico geneticista John H. Edwards. Ele às vezes é chamado de "o Edwards de Fisher" para diferenciá-lo de seu irmão, porque foi orientado por Ronald Fisher.

## Carreira e pesquisa

Diagrama de Edwards-Venn de 6 conjuntos

Edwards é Life Fellow do Gonville and Caius College, Cambridge e professor aposentado de Biometria na Universidade de Cambridge. Ele escreveu vários livros e numerosos artigos científicos. Com Luigi Luca Cavalli-Sforza, ele realizou um trabalho pioneiro em métodos quantitativos de análise filogenética e defendeu fortemente o conceito de probabilidade de Fisher como a base adequada para inferência estatística e científica. Ele também escreveu extensivamente sobre a história da genética e estatística, incluindo uma análise sobre se os resultados de Gregor Mendel eram "bons demais" para não serem manipulados, e também sobre assuntos puramente matemáticos, como os diagramas de Venn.
Após um ano de pesquisa de pós-doutorado, ele foi convidado por Luigi Luca Cavalli-Sforza para a Universidade de Pavia, onde, entre 1961 e 1964, eles iniciaram a abordagem estatística para a construção de árvores evolutivas a partir de dados genéticos, usando os primeiros computadores modernos. Um ano na Universidade de Stanford foi seguido por três anos como professor sênior de Estatística na Universidade de Aberdeen supervisionado por DJ Finney e, em seguida, dois anos como Bye-Fellow em Ciências no Gonville and Caius College, Cambridge, durante os quais ele escreveu seu livro Probabilidade.[carece de fontes?]
O restante da carreira de Edwards foi passado em Cambridge, como Professor de Biometria, durante o qual publicou amplamente, incluindo livros sobre diagramas de Venn, genética matemática e o triângulo de Pascal. Em um artigo de 2003, Edwards criticou o argumento de Richard Lewontin em um artigo de 1972 de que raça é uma construção taxonômica inválida, chamando-a de falácia de Lewontin.

## Prêmios e honras
Edwards foi eleito Fellow da Royal Society (FRS) em 2015.[carece de fontes?]